# Saint-Aubin-des-Grois
Saint-Aubin-des-Grois è un comune francese di 63 abitanti situato nel dipartimento dell'Orne nella regione della Normandia.

## Società

### Evoluzione demografica
Abitanti censiti